# Памірський ярус
Памірський ярус (рос. памирский ярус, англ. Pamirian, нім. Pamirien n) — (від назви гірської системи – Паміру) — верхній рергіоярус верхнього відділу пермської системи Східного Паратетису. Вперше термін запропонований Міклухо-Маклаєм у 1958 р. до Стратиграфічной шкали СРСР на заміну слабо обґрунтованому джульфінському ярусу. Стратиграфічно відповідає татарському ярусу. Характеризується появою Paleofusulina, Reichelina, Cadonofusiella та вимиранням вищих фузулінід.